# Negreia, Maramureș
Negreia este un sat în comuna Șișești din județul Maramureș, Transilvania, România.

## Istoric
Prima atestare documentară: 1648 (Negreffalva). 

## Etimologie
Etimologia numelui localității: Din n.fam. Negrei (< adj. negru < lat. niger, -gra, -grum + cu suf. -ea, -ei) + suf. top. -a. 

## Demografie
La recensământul din 2011, populația era de 451 locuitori. 